# Przyprawa pięciu smaków

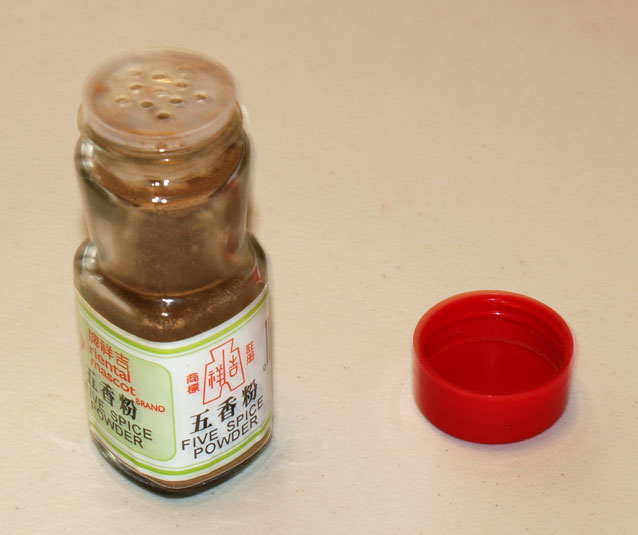
Komercyjna przyprawa pięciu smaków

Pięć smaków (język chiński: 五香粉; pinyin: wǔxiāngfěn) – popularna przyprawa kuchni chińskiej, mieszanina pięciu przypraw, mająca w założeniu odpowiadać pięciu podstawowym smakom: słodkiemu, kwaśnemu, gorzkiemu, umami i słonemu. Popularna także w kuchni innych krajów Azji.
Istnieje wiele odmian tej mieszanki, najczęstsze składniki obejmują anyż gwiaździsty (badian), goździki, cynamon, pieprz syczuański i mielone nasiona kopru włoskiego.